# Юрино (Слободской сельский округ)
Ю́рино — деревня в Даниловском районе Ярославской области. 
В рамках административно-территориального устройства входит в Слободской сельский округ, в рамках организации местного самоуправления — в Даниловское сельское поселение.

## География
Находится на реке Сонжа, в 14 км к северо-востоку по прямой от Данилова и в 7 км к северо-востоку от деревни Слобода.

## Население
| 2007 | 2010 |
| ---- | ---- |
| 0    | →0   |